# Olympische Sommerspiele 2000/Teilnehmer (Niederlande)
| Gelbes Symbol für Goldmedaillen mit stilisierten Olympischen Ringen | Graues Symbol für Silbermedaillen mit stilisierten Olympischen Ringen | Braundes Symbol für Bronzemedaillen mit stilisierten Olympischen Ringen |
| ------------------------------------------------------------------- | --------------------------------------------------------------------- | ----------------------------------------------------------------------- |
| 12                                                                  | 9                                                                     | 4                                                                       |

Die Niederlande nahmen an den Olympischen Sommerspielen 2000 in Sydney, Australien, mit einer Delegation von 231 Sportlern, 147 Männer und 84 Frauen, teil.
Fahnenträgerin bei der Eröffnungsfeier war die Reiterin Anky van Grunsven.

## Medaillengewinner

### Gold
| Name(n) | Sportart  | Wettkampf                      |
| --- | --------- | ------------------------------ |
| Jaap-Derk Buma, Jacques Brinkman, Jeroen Delmeé, Marten Eikelboom, Piet-Hein Geeris, Ronald Jansen, Erik Jazet, Bram Lomans, Teun de Nooijer, Wouter van Pelt, Stephan Veen, Guus Vogels, Diederik van Weel, Sander van der Weide, Remco van Wijk & Peter Windt | Hockey    | Herrenturnier                  |
| Mark Huizinga | Judo      | Herren, Mittelgewicht          |
| Leontien Zijlaard | Radsport  | Damen, Straßenrennen           |
| Leontien Zijlaard | Radsport  | Damen, Zeitrennen              |
| Leontien Zijlaard | Radsport  | Damen, Verfolgung              |
| Jeroen Dubbeldam | Reiten    | Springen, Einzel               |
| Anky van Grunsven | Reiten    | Dressur, Einzel                |
| Inge de Bruijn | Schwimmen | Damen, 50 Meter Freistil       |
| Inge de Bruijn | Schwimmen | Damen, 100 Meter Freistil      |
| Inge de Bruijn | Schwimmen | Damen, 100 Meter Schmetterling |
| Pieter van den Hoogenband | Schwimmen | Herren, 100 Meter Freistil     |
| Pieter van den Hoogenband | Schwimmen | Herren, 200 Meter Freistil     |

### Silber
| Name(n) | Sportart  | Wettkampf            |
| --- | --------- | -------------------- |
| Leontien Zijlaard | Radsport  | Damen, Punkterennen  |
| Albert Voorn | Reiten    | Springen, Einzel     |
| Coby van Baalen, Ellen Bontje, Anky van Grunsven & Arjen Teeuwissen                                                                                   | Reiten    | Dressur, Mannschaft  |
| Tessa Appeldoorn, Carin ter Beek, Pieta van Dishoeck, Elien Meijer, Eeke van Nes, Nelleke Penninx, Martijntje Quik, Anneke Venema & Marieke Westerhof | Rudern    | Damen, Achter        |
| Michiel Bartman, Dirk Lippits, Diederik Simon & Jochem Verberne                                                                                       | Rudern    | Herren, Doppelvierer |
| Pieta van Dishoeck & Eeke van Nes | Rudern    | Damen, Doppelzweier  |
| Inge de Bruijn, Chantal Groot, Thamar Henneken, Wilma van Hofwegen & Manon van Rooijen                                                                | Schwimmen | Damen, Sprint        |
| Margriet Matthijsse | Segeln    | Damen, Europe        |
| Kristie Boogert & Miriam Oremans | Tennis    | Damen, Doppel        |

### Bronze
| Name(n) | Sportart      | Wettkampf                      |
| --- | ------------- | ------------------------------ |
| Wietse van Alten | Bogenschießen | Herren, Einzel                 |
| Dillianne van den Boogaard, Minke Booij, Ageeth Boomgaardt, Julie Deiters, Mijntje Donners, Fleur van de Kieft, Fatima Moreira de Melo, Clarinda Sinnige, Hanneke Smabers, Minke Smabers, Margje Teeuwen, Carole Thate, Daphne Touw, Macha van der Vaart, Myrna Veenstra & Suzan van der Wielen | Hockey        | Damenturnier                   |
| Pieter van den Hoogenband | Schwimmen     | Herren, 50 Meter Freistil      |
| Johan Kenkhuis, Pieter van den Hoogenband, Mark van der Zijden, Marcel Wouda & Martijn Zuijdweg | Schwimmen     | Herren, 4 × 200 Meter Freistil |

## Teilnehmer nach Sportarten

### Badminton
- Chris Bruil & Erica van den Heuvel
Mixed, Doppel: 5. Platz

- Lotte Bruil-Jonathans & Nicole van Hooren
Damen, Doppel: 5. Platz

- Dennis Lens & Quinten van Dalm
Herren, Doppel: 17. Platz

- Judith Meulendijks
Damen, Einzel: 17. Platz

- Mia Audina
Damen, Einzel: 5. Platz

### Baseball
- Herrenteam
5. Platz

- Kader
Sharnol Adriana
Johnny Balentina
Patrick Beljaards
Ken Brauckmiller
Rob Cordemans
Jeffrey Cranston
Mike Crouwel
Radhames Dijkhoff
Robert Eenhoorn
Rikkert Faneyte
Evert-Jan ’t Hoen
Chairon Isenia
Percy Isenia
Eelco Jansen
Ferenc Jongejan
Dirk van ’t Klooster
Patrick de Lange
Reily Legito
Jurriaan Lobbezoo
Remy Maduro
Hensley Meulens
Ralph Milliard
Erik Remmerswaal
Orlando Stewart

### Bogenschießen
- Wietse van Alten
Herren, Einzel: Bronze 
Herren, Mannschaft: 9. Platz

- Henk Vogels
Herren, Einzel: 57. Platz
Herren, Mannschaft: 9. Platz

- Fred van Zutphen
Herren, Einzel: 16. Platz
Herren, Mannschaft: 9. Platz

### Hockey
- Herrenteam
Gold

- Kader
Jaap-Derk Buma
Jacques Brinkman
Jeroen Delmeé
Marten Eikelboom
Piet-Hein Geeris
Ronald Jansen
Erik Jazet
Bram Lomans
Teun de Nooijer
Wouter van Pelt
Stephan Veen
Guus Vogels
Diederik van Weel
Sander van der Weide
Remco van Wijk
Peter Windt

- Damenteam
Bronze

- Kader
Dillianne van den Boogaard
Minke Booij
Ageeth Boomgaardt
Julie Deiters
Mijntje Donners
Fleur van de Kieft
Fatima Moreira de Melo
Clarinda Sinnige
Hanneke Smabers
Minke Smabers
Margje Teeuwen
Carole Thate
Daphne Touw
Macha van der Vaart
Myrna Veenstra
Suzan van der Wielen

### Judo
- Maarten Arens
Herren, Halbmittelgewicht (bis 81 kg): 9. Platz

- Edith Bosch
Damen, Mittelgewicht (bis 70 kg): 7. Platz

- Jessica Gal
Damen, Leichtgewicht (bis 57 kg): ohne Platzierung

- Dennis van der Geest
Herren, Schwergewicht (über 100 kg): 9. Platz

- Deborah Gravenstijn
Damen, Halbleichtgewicht (bis 52 kg): 5. Platz

- Mark Huizinga
Herren, Mittelgewicht (bis 90 kg): Gold

- Patrick van Kalken
Herren, Halbleichtgewicht (bis 66 kg): 5. Platz

- Karin Kienhuis
Damen, Halbschwergewicht (bis 78 kg): 9. Platz

- Ben Sonnemans
Herren, Halbschwergewicht (bis 100 kg): 9. Platz

- Daniëlle Vriezema
Damen, Halbmittelgewicht (bis 63 kg): ohne Platzierung

### Leichtathletik
- Rens Blom
Herren, Stabhochsprung: 15. Platz in der Qualifikation

- Greg van Hest
Herren, Marathon: 25. Platz

- Marko Koers
Herren, 1500 Meter: Halbfinale

- Kamiel Maase
Herren, Marathon: 13. Platz

- Wilbert Pennings
Herren, Hochsprung: 23. Platz in der Qualifikation

- Bram Som
Herren, 800 Meter: Vorläufe

- Lieja Koeman
Damen, Kugelstoßen: 9. Platz

- Simon Vroemen
Herren, 3000 Meter Hindernis: 12. Platz

- Nadja Wijenberg-Ilyina
Damen, Marathon: 22. Platz

### Radsport
- Chantal Beltman
Damen, Straßenrennen, Einzel: 37. Platz

- Léon van Bon
Herren, Einzelzeitfahren: 24. Platz

- John den Braber, Jens Mouris, Peter Schep, Robert Slippens & Wilco Zuijderwijk
Herren, 4000 Meter Mannschaftsverfolgung: 7. Platz

- Bart Brentjens
Herren, Mountainbike, Cross-Country: 12. Platz

- Erik Dekker
Herren, Straßenrennen, Einzel: DNF
Herren, Einzelzeitfahren: 29. Platz

- Bas van Dooren
Herren, Mountainbike, Cross-Country: 11. Platz

- Corine Dorland
Damen, Mountainbike, Cross-Country: 17. Platz

- Max van Heeswijk
Herren, Straßenrennen: 14. Platz

- Tristan Hoffman
Herren, Straßenrennen, Einzel: 79. Platz

- Mirjam Melchers-van Poppel
Damen, Straßenrennen, Einzel: 12. Platz
Damen, Einzelzeitfahren: 11. Platz

- Koos Moerenhout
Herren, Straßenrennen: DNF
Herren, Einzelzeitfahren: 26. Platz

- Robert Slippens
Herren, Madison: 8. Platz

- Danny Stam
Herren, Madison: 8. Platz

- Patrick Tolhoek
Herren, Mountainbike, Cross-Country: DNF

- Leontien Zijlaard-van Moorsel
Damen, Straßenrennen: Gold 
Damen, Einzelzeitfahren: Gold 
Damen, 3000 Meter Einzelverfolgung: Gold 
Damen, Punkterennen: Silber

- Wilco Zuijderwijk
Herren, Punkterennen: 18. Platz

### Reiten
- Coby van Baalen
Dressur, Einzel: 5. Platz
Dressur, Mannschaft: Silber

- Ellen Bontje
Dressur, Einzel: 6. Platz
Dressur, Mannschaft: Silber

- Jeroen Dubbeldam
Springreiten, Einzel: Gold 
Springreiten, Mannschaft: 5. Platz

- Anky van Grunsven
Dressur, Einzel: Gold 
Dressur, Mannschaft: Silber

- Jos Lansink
Springreiten, Einzel: 20. Platz
Springreiten, Mannschaft: 5. Platz

- Arjen Teeuwissen
Dressur, Einzel: 17. Platz
Dressur, Mannschaft: Silber

- Jan Tops
Springreiten, Einzel: 41. Platz in der Qualifikation
Springreiten, Mannschaft: 5. Platz

- Albert Voorn
Springreiten, Einzel: Silber 
Springreiten, Mannschaft: 5. Platz

### Ringen
- Gia Torchiniva
Herren, Schwergewicht, Freistil: 8. Platz

### Rudern
- Pepijn Aardewijn & Maarten van der Linden
Herren, Leichtgewichts-Doppelzweier: 12. Platz

- Tessa Appeldoorn, Carin ter Beek, Pieta van Dishoeck, Elien Meijer, Eeke van Nes, Nelleke Penninx, Martijntje Quik, Anneke Venema & Marieke Westerhof
Damen, Achter: Silber

- Michiel Bartman, Dirk Lippits, Diederik Simon & Jochem Verberne
Herren, Doppelvierer: Silber

- Marloes Bolman & Femke Dekker
Damen, Zweier ohne Steuerfrau: 10. Platz

- Geert Cirkel, Geert-Jan Derksen, Gerritjan Eggenkamp, Gijs Kind, Adri Middag, Peter van der Noort, Merijn van Oijen, Nico Rienks & Niels van der Zwan
Herren, Achter: 8. Platz

- Pieta van Dishoeck & Eeke van Nes
Damen, Doppelzweier: Silber

- Gerard Egelmeers
Herren, Einer: 7. Platz

- Marit van Eupen & Kirsten van der Kolk
Damen, Leichtgewichts-Doppelzweier: 6. Platz

- Simon Kolkman, Jeroen Spaans, Joris Trooster & Robert van der Vooren
Herren, Leichtgewichts-Vierer ohne Steuermann: 8. Platz

### Schießen
- Gijs van Beek
Skeet: 12. Platz

- Dick Boschman
Herren, Luftgewehr: 31. Platz

- Hennie Dompeling
Herren, Skeet: 4. Platz

### Schwimmen
- Stefan Aartsen
Herren, 100 Meter Schmetterling: 16. Platz
Herren, 200 Meter Schmetterling: 14. Platz

- Madelon Baans
Damen, 100 Meter Brust: 15. Platz
Damen, 4 × 100 Meter Lagen: 14. Platz

- Inge de Bruijn
Damen, 50 Meter Freistil: Gold 
Damen, 100 Meter Freistil: Gold 
Damen, 4 × 100 Meter Freistil: Silber 
Damen, 100 Meter Schmetterling: Gold

- Carla Geurts
Damen, 200 Meter Freistil: 15. Platz
Damen, 400 Meter Freistil: 7. Platz
Damen, 4 × 200 Meter Freistil: 11. Platz

- Chantal Groot
Herren, 4 × 100 Meter Freistil: Silber 
Herren, 4 × 200 Meter Freistil: 11. Platz
Herren, 4 × 100 Meter Lagen: 14. Platz

- Thamar Henneken
Herren, 4 × 100 Meter Freistil: Silber 
Herren, 4 × 100 Meter Lagen: 14. Platz

- Ewout Holst
Herren, 4 × 100 Meter Freistil: disqualifiziert

- Pieter van den Hoogenband
Herren, 50 Meter Freistil: Bronze 
Herren, 100 Meter Freistil: Gold 
Herren, 200 Meter Freistil: Gold 
Herren, 4 × 200 Meter Freistil: Bronze 
Herren, 4 × 100 Meter Lagen: 4. Platz

- Joris Keizer
Herren, 100 Meter Schmetterling: 9. Platz
Herren, 4 × 100 Meter Lagen: 4. Platz

- Johan Kenkhuis
Herren, 50 Meter Freistil: 12. Platz
Herren, 100 Meter Freistil: 18. Platz
Herren, 4 × 100 Meter Freistil: disqualifiziert
Herren, 4 × 200 Meter Freistil: Bronze

- Benno Kuipers
Herren, 200 Meter Brust: 23. Platz

- Wilma van Rijn-van Hofwegen
Damen, 50 Meter Freistil: 13. Platz
Damen, 100 Meter Freistil: 8. Platz
Damen, 4 × 100 Meter Freistil: Silber

- Dennis Rijnbeek
Herren, 4 × 100 Meter Freistil: disqualifiziert

- Manon van Rooijen
Damen, 4 × 100 Meter Freistil: Silber 
Damen, 4 × 200 Meter Freistil: 11. Platz

- Brenda Starink
Damen, 100 Meter Rücken: 34. Platz
Damen, 4 × 100 Meter Lagen: 14. Platz

- Haike van Stralen
Damen, 4 × 200 Meter Freistil: 11. Platz

- Mark Veens
Herren, 4 × 100 Meter Freistil: disqualifiziert
Herren, 4 × 100 Meter Lagen: 4. Platz

- Kirsten Vlieghuis
Damen, 400 Meter Freistil: 10. Platz
Damen, 800 Meter Freistil: 10. Platz

- Marcel Wouda
Herren, 4 × 200 Meter Freistil: Bronze 
Herren, 100 Meter Brust: 13. Platz
Herren, 200 Meter Lagen: 5. Platz
Herren, 4 × 100 Meter Lagen: 4. Platz

- Mark van der Zijden
Herren, 4 × 200 Meter Freistil: Bronze

- Martijn Zuijdweg
Herren, 200 Meter Freistil: 19. Platz
Herren, 4 × 200 Meter Freistil: Bronze

- Klaas-Erik Zwering
Herren, 200 Meter Rücken: 10. Platz
Herren, 4 × 100 Meter Lagen: 4. Platz

### Segeln
- Carolijn Brouwer & Alexandra Verbeek
Damen, 470er: 13. Platz

- Roy Heiner, Peter van Niekerk & Dirk de Ridder
Soling: 4. Platz

- Serge Kats
Laser: 4. Platz

- Margriet Matthijsse
Damen, Europe: Silber

- Mark Neeleman & Jos Schrier
Star: 6. Platz

### Taekwondo
- Virginia Lourens
Damen, Federgewicht (bis 57 kg): 4. Platz

- Mirjam Müskens
Damen, Weltergewicht (bis 67 kg): 5. Platz

### Tennis
- Kristie Boogert
Damen, Einzel: 17. Platz
Damen, Doppel: Silber

- Amanda Hopmans
Damen, Einzel: 33. Platz

- Miriam Oremans
Damen, Einzel: 17. Platz
Damen, Doppel: Silber

### Tischtennis
- Danny Heister
Herren, Einzel: 17. Platz
Herren, Doppel: 9. Platz

- Trinko Keen
Herren, Einzel: 17. Platz
Herren, Doppel: 9. Platz

### Trampolinturnen
- Alan Villafuerte
Herren, Einzel: 7. Platz

### Triathlon
- Rob Barel
Herren, Einzel: 43. Platz

- Wieke Hoogzaad
Damen, Einzel: 25. Platz

- Eric Van der Linden
Herren, Einzel: 42. Platz

- Dennis Looze
Herren, Einzel: 48. Platz

- Ingrid van Lubek
Damen, Einzel: 33. Platz

- Silvia Pepels
Damen, Einzel: 26. Platz

### Volleyball (Beach)
- Rebekka Kadijk & Debora Schoon-Kadijk
Damenwettkampf: 19. Platz

### Volleyball (Halle)
- Herrenteam
5. Platz

- Kader
Peter Blangé
Albert Cristina
Martijn Dieleman
Bas van de Goor
Mike van de Goor
Guido Görtzen
Martin van der Horst
Joost Kooistra
Reinder Nummerdor
Richard Schuil

### Wasserball
- Herrenteam
11. Platz

- Kader
Marco Booij
Bjørn Boom
Bobbie Brebde
Matthijs de Bruijn
Arie van de Bunt
Arno Havenga
Bas de Jong
Harry van der Meer
Gerben Silvis
Kimmo Thomas
Eelco Uri
Niels Zuidweg

- Damenteam
4. Platz

- Kader
Hellen Boering
Daniëlle de Bruijn
Edmée Hiemstra
Karin Kuipers
Ingrid Leijendekker
Patricia Libregts
Marjan op den Velde
Mirjam Overdam
Heleen Peerenboom
Karla Plugge
Carla Quint
Gillian van den Berg
Ellen van der Weijden-Bast